# Suprafață conică

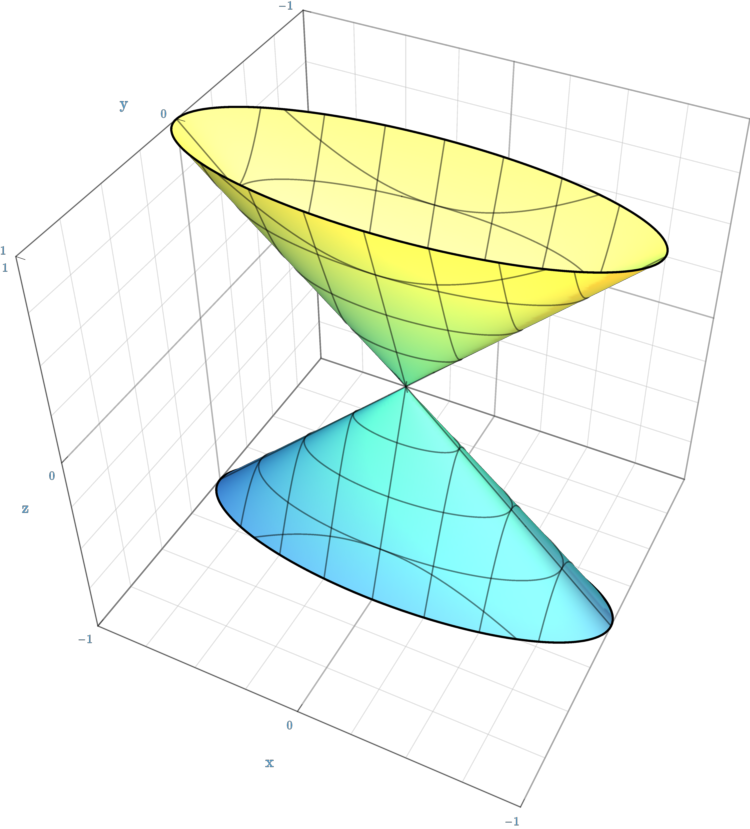
Un con eliptic, caz particular al unei suprafețe conice

În geometrie o suprafață conică este o suprafață tridimensională formată din reuniunea tuturor dreptelor care trec printr-un punct fix și o curbă spațială.

## Definiții
O suprafață conică (generală) este suprafața nemărginită formată prin reuniunea tuturor dreptelor care trec printr-un punct fix, apexul sau vârful și prin orice punct al vreunei curbe spațiale fixe, directoarea, care nu conține vârful. Fiecare dintre aceste drepte este numită generatoare a suprafeței. Directoarea este adesea o curbă plană, într-un plan care nu conține vârful, dar aceasta nu este o cerință.
În general, o suprafață conică este formată din două jumătăți congruente nemărginite unite prin vârf. Fiecare jumătate este numită pânză și este reuniunea tuturor semidreptelor care încep din vârf și trec printr-un punct al unei curbe spațiale fixe. Uneori termenul de „suprafață conică” este folosit pentru a desemna doar una dintre pânze.

## Cazuri particulare
Dacă directoarea este un cerc, {\displaystyle C,} iar vârful este situat pe axa cercului (dreapta care conține centrul lui {\displaystyle C} și este perpendiculară pe planul său), se obține suprafața conică circulară dreaptă (un con dublu). În general, când directoarea {\displaystyle C} este o elipsă, sau orice conică, iar vârful este un punct arbitrar care nu este în planul lui {\displaystyle C,} se obține un caz particular de cuadrică. 

## Ecuații
O suprafață conică, {\displaystyle S,} poate fi descrisă parametric prin
{\displaystyle S(t,u)=v+uq(t)},
unde {\displaystyle v} este vârful, iar {\displaystyle q} este directoarea.

## Suprafețe înrudite
Suprafețele conice sunt suprafețe riglate⁠(d), suprafețe care au câte o dreaptă care trece prin fiecare din punctele lor. Părțile de suprafețe conice care nu conțin vârful sunt cazuri particulare de suprafețe desfășurabile, suprafețe care pot fi desfășurate într-un plan fără a se deforma. Când directoarea are proprietatea că unghiul pe care îl parcurge la vârf este exact {\displaystyle 2\pi ,} atunci fiecare pânză a suprafeței conice, inclusiv vârful, este o suprafață desfășurabilă.
O suprafață cilindrică poate fi privită ca un caz limită al unei suprafețe conice al cărei vârf este deplasat la infinit într-o anumită direcție. În geometria proiectivă o suprafață cilindrică este doar un caz particular al unei suprafețe conice.